# شارل اینه
شارل اینه (فرانسوی: Charles Heiné‎؛ ۲ ژانویهٔ ۱۹۲۰ – ۱۰ ژوئیهٔ ۱۹۷۱) بازیکن فوتبال اهل فرانسه بود.
از باشگاه‌هایی که در آن بازی کرده‌است می‌توان به باشگاه فوتبال استراسبورگ و باشگاه فوتبال سوشو اشاره کرد.
وی همچنین در تیم ملی فوتبال فرانسه بازی کرده‌است.